# Kárpáti János
Kárpáti János (Budapest, 1932. július 11. – Budapest, 2021. március 19.) Széchenyi-díjas magyar zenetörténész, a budapesti Liszt Ferenc Zeneművészeti Egyetem könyvtárának igazgatója, oktatója, címzetes egyetemi tanára.

## Életpályája
Kárpáti Aladár (1896–1976) fogtechnikus és Singer Irma fia. Tanulmányait a Liszt Ferenc Zeneművészeti Főiskolán végezte Bartha Dénes, Szabolcsi Bence és Bárdos Lajos irányítása alatt. Zenetörténész oklevelét 1956-ban, kandidátusi fokozatát 1968-ban, akadémiai doktor fokozatát 1995-ben szerezte, 2000–2003 Széchenyi Professzori Ösztöndíjas. Népzenegyűjtést végzett Marokkóban (1958) és Japánban (1988, 1994). Több nemzetközi projektben (Unesco–East–West, Music in the Life of Man) működött közre. 1980 és 1986 között az International Association of Music Libraries alelnöke, 1998-tól 2006-ig a Magyar Zenetudományi és Zenekritikai Társaság elnöke.
Előadásokat tartott az Egyesült Államok, Kanada, Japán, Dél Korea, Franciaország és Olaszország egyetemein. Számos nemzetközi konferencián (tk. Teherán, Újdelhi, Firenze, Tokió, Oszaka, Detroit, Washington, Los Angeles) képviselte hazánkat.
Gyermekei első házasságából (Bíró Zsuzsa, –1972) Kárpáti András és Kárpáti Péter, második házasságából (Kárpáti Zsuzsa, 1972–haláláig) Kárpáti Gábor.

## Fő kutatási területei
Bartók-analízis, ázsiai hatások az európai zenére, japán tradicionális zene.

## Díjai, elismerései
- Erkel Ferenc-díj (1971)
- a Magyar Alkotóművészek Egyesületének nagydíja (1991)
- az Amerikai Liszt Társaság "Award for Excellence" érme (1996)
- Széchenyi-díj (2005)
- MTA Eötvös József-koszorú (2005)

## Publikációk (válogatás)

### Könyvek
- Domenico Scarlatti. Kis Zenei Könyvtár. Budapest: Gondolat, 1959
- Arnold Schönberg. Kis Zenei Könyvtár. Budapest: Gondolat, Budapest, 1963
- Muzsikáló zenetörténet II, IV. Budapest: Gondolat, 1965, 1973
- Bartók vonósnégyesei. Budapest: Zeneműkiadó, 1967; ua. angolul: Bartók's string quartets. Budapest: Corvina Kiadó, 1975
- Bartók kamarazenéje. Budapest: Zeneműkiadó, 1976; ua. angolul: Bartók's Chamber Music. Stuyvesant, NY: Pendragon Press, 1994; ua. japánul: Bartók no *shitsunai gakkyoku. Tokyo: Hosei University Press, 1998
- Kelet zenéje. Budapest: Zeneműkiadó, 1981. rev. Budapest: Gemini, 1998
- Tánc a mennyei barlang előtt. Zene és mítosz a japán rituális hagyományban. Budapest: Kávé Kiadó, 1998
- Szőllősy András. Magyar Zeneszerzők 4. Budapest: Mágus Kiadó, 1999
- Bartók-analitika. Válogatott tanulmányok. Budapest: Rózsavölgyi és Társa, 2003
- Szőllősy András /A magyar zeneszerzés mesterei/ Budapest: Holnap Kiadó, 2005
- Képes magyar zenetörténet; szerk. Kárpáti János; 2. átdolg., bőv. kiad.; Rózsavölgyi, Bp., 2011 + 2 CD
- Music in Hungary. An illustrated history (Képes magyar zenetörténet); szerk. Kárpáti János; angolra ford. Bernard Adams; Rózsavölgyi, Bp., 2011 + 2 CD
- Wolfgang Amadé Mozart – Válogatott levelek és dokumentumok. Budapest: Rózsavölgyi és társa, 2017

### Tanulmányok
- Az arab népzene hatásának nyomai Bartók II. vonósnégyesében. Új Zenei Szemle VII, 1956, 7–8: 8–15.
- Dallam, metrum és strófaszerkezet a közép-marokkói berber (imazighen) népzenében. Magyar Zene I, 1961. 169–188.
- Béla Bartók et la musique arabe. Musique Hongroise publ. sous la dir. de Maurice Fleuret. Paris: Ass. France-Hongrie, 1963. 92–105.
- Bartók Béla és a Kelet. Magyar Zene V, 1964. 581–593. Ua. angol nyelven: Béla Bartók and the East, Studia Musicologica IV, 1964. 179–194.
- Bartók–Schoenberg–Stravinsky. In: Colloquium Leoš Janaček et Musica Europea, Brno 1968. Brno, 1970. 331–338. Ua. (angolul) in: Bartók Studies Comp. and ed. by Todd Crow. Detroit: Information Coordinators, 1976, 93–98.
- Les gammes populaires et le systeme chromatique dans l'oeuvre de Béla Bartók. Studia Musicologica XI, 1969. 227–240.
- Le désaccordage dans la technique de composition de Bartók. In: International Musicological Conference in Commemoration of Béla Bartók 1971. Ed. by József Ujfalussy and János Breuer. Budapest: Zeneműkiadó, 1972. 41–51.
- Influenze Extraeuropee sulla Musica Occidentale. In: La musica occidentale e le civiltà extraeuropee. Tavola rotonda organizzata in occasione del XXXIV Firenze#Maggio Musicale Fiorentino. Quaderno del Teatro Comunale di Firenze No.2. 1971. 67–82.
- Conceptual and Methodological Problems Involved in a Universal History of Music, European Part. The World of Music Vol. XXII, 1980. No.3. 5–18.
- Polypentatonism in Japanese court music. In: International Kodály Conference Budapest, 1982. Szerk.: Bónis Ferenc–Szőnyi Erzsébet–Vikár László. Zeneműkiadó, Budapest, 1986. 240–244.
- Tonality in Japanese Court Music. Studia Musicologica XXV, 1983, 185–198.
- Wandelt sich das ungarische Liszt-verständnis? Schwerpunkte der ungarischen Liszt-Forschung seit 1945. Liszt Heute. Bericht über das Internationale Symposion Eisenstadt, 8–11. Mai 1986. Szerk.: Winkler, Gerhard J. Eisenstadt, 1987
- Béla Bartók: the possibility of musical integration in the Danube Basin. In: Bartók and Kodály revisited. Szerk.: Ránki György. Budapest: Akadémiai Kiadó, 1987
- Myths as organological facts. After rereading Dénes Bartha's Double pipe of Jánoshida. Studia Musicologica XXXI, 1989. 5–38.
- Cromatismo polimodale e politonalità nei quartetti di Bartók. In: Ethnomusicologica. Seminari internazionali di Etnomusicologia 1977-1989. A cura di Diego Carpitella. Siena: Accademia Musicale Chigiana, 1989 (Quaderni dell'Accademia Chigiana XLIII.)
- Amateraszu és Démétér – Egy japán-görög mitológiai párhuzamról. Magyar Zene XXXI, 1990. 20–28. Ua. angolul: Amaterasu and Demeter: About a Japanese–Greek Mythological Analogy. International Journal of Musicology Vol. 2, 1993. 9–21.
- Mythic and Ritual Correlations of Instrument Symbolism in Asian Music. In: Tradition and Its Future In Music. Report of SIMS 1990, Osaka. Osaka/Tokyo: Mita Press, 1991. 231–236.
- A pukcsong oroszlántánc zenei struktúrája. Jegyzetek egy koreai álarcos játékról. Magyar Zene XXXIII, 1992. 48–55.
- Piano works of the war years; Early string quartets; The first two piano concertos. In: The Bartók Companion. Ed. by Malcolm Gillies. London: Faber and Faber, 1993. 146–161, 226–242, 498–514.
- Tiszta és elhangolt struktúrák Bartók zenéjében. Magyar Zene XXXVI, 1995. 129–140. ua. angolul: Perfect and mistuned structures in Bartók's music. Studia Musicologica XXXVI, 1995. 365–380.
- András Szőllősy représenté par trois oeuvres caractéristique. Cahiers d'études hongroises, Paris, 1996/8. 177–185.
- Filológia és ars poetica. Szőllősy András zenetudósi munkássága. Muzsika, XXXIX, 1996/3. 20–23.
- Dallam- és ritmusmodellek a rituális japán színjátékban. Edo sato kagura. Zenetudományi Dolgozatok 1995–1996. Budapest: MTA Zenetudományi Intézete, 1997. 321–334.
- Bartók in North Africa: : A Unique Fieldwork and Its Impact on His Music. In: Bartók perspectives man, composer, and ethnomusicologist. Ed. by Elliott Antokoletz, Victoria Fischer, Benjamin Suchoff. Oxford: Oxford University Press, 2000. 171–184.
- Music of the lion dance in Japanese tradition. Studia Musicologica XLI 2000. 107–117.
- Bartók Analysis in America. In: Essays in Honor of László Somfai on His 70th Birthday: Studies in the Sources and the Interpretation of Music, ed. By László Vikárius and Vera Lampert. Lanham, Maryland/Toronto/Oxford: The Scarecrow Press, 2005. 349–374.
- Bartók Béla kereszttűzben. Forrás. Szépirodalmi, szociográfiai, művészeti folyóirat, 2006/3. 22–42.
- Alternative Bar Structures in Bartók's Music. Studia Musicologica, XLVII, 2006. 127–140.
- Axis Tonality and Golden Section Theory Reconsidered. Studia Musicologica, XLVII, 2006. 417–426.
- A Bartók-értés zsákutcái. Holmi XIX, 8. 1027–1039.
- Béla Bartók Écrits. Édités par Philippe Albèra et Peter Szendy (Genève: Contrechamps, 2006, 344.) Studia Musicologica XLVIII, 2007. 459–465.
- Bartók és Ligeti Afrika-élménye. Muzsika, 2007/11.
- Typology of Musical Structures in the Japanese Shintô Ritual Kagura. Asian Music Vol. 39, 2008, No 2, Summer/Fall. 152–166.
- Sources ethniques et pensée dodécaphonique dans le Quatuor no 2 de Béla Bartók. In: Béla Bartók: Le décennie 1915–1925, Colloque Genève et Lausanne, 1–2 décembre 2006. Annales Suisses de Musicologie Nouvelle Série 27 (2007). Bern: Peter Lang, 2008. 21–37.
- Performansz-típusok a sintó vallás szertartásaiban. Magyar Zene XLVII, 2009. 15–31.

### Szerkesztés
- Répertoire International de la Presse Musicale: Zenészeti Közlöny, 1882; Zenevilág, 1890–1891; Zeneirodalmi Szemle – Művészeti Lapok, 1894–1896. Prepared by János Kárpáti. Data processed and edited at the Center for Studies in Nineteenth-Century Music, University of Maryland, Central Park. Ann Arbor, Michigan: UMI, 1996
- Symphonia Hungarorum – Magyarország zenekultúrájának ezer éve. [Kiállítási katalógus] Budapest: Budapesti Történeti Múzeum, Magyar Zenetudományi és Zenekritikai Társaság, 2001
- Képes magyar zenetörténet (szerk.) Budapest: Rózsavölgyi, 2004
- Répertoire International de la Presse Musicale: Zenészeti Lapok 1860–1867. Prepared by János Kárpáti. Data processed and edited at the Center for Studies in Nineteenth-Century Music, University of Maryland, Central Park. Ann Arbor, Michigan: UMI, 2005
- Képes magyar zenetörténet; szerk. Kárpáti János; 2. átdolg., bőv. kiad.; Rózsavölgyi, Bp., 2011

### Hanglemez, CD, CD-ROM
- Kelet zenéje. Antológia a nagy ázsiai zenekultúrák élő hagyományaiból. Budapest: Hungaroton SLPX 18072, 1981
- Kagura: Japán sinto szertartások zenéje / Kagura: Japanese Shinto Ritual Music. Budapest: Hungaroton HCD/SLPX 18193, 1991
- From the Past of the Music Academy. Archive recordings. A Zeneakadémia múltjából. Archív hangfelvételek. AVISOCD#04, 2000
- Bartók and Arab Folk Music / Bartók és az arab népzene. PC CD-ROM. UNESCO, Európai Folklór Intézet, Magyar Tudományos Akadémia Zenetudományi Intézet, Nemzeti Kulturális Örökség Minisztériuma, Magyar Köztársaság Külügyminisztériuma, 2006